# Lista de capítulos de Sakamoto Days

Logotipo japonês oficial do mangá

Sakamoto Days é uma série de mangá escrita e ilustrada por Yuto Suzuki [ja]. Suzuki publicou pela primeira vez um one-shot chamado Sakamoto (SAKAMOTO-サカモト-), divulgada na Jump Giga da Shueisha em 26 de dezembro de 2019. Já Sakamoto Days estreou na revista Weekly Shōnen Jump, também da Shueisha, em 21 de novembro de 2020. Os capítulos foram reunidos em volumes tankōbon individuais, e o primeiro deles foi lançado em 2 de abril de 2021. Até 4 de agosto de 2025, já haviam sido lançados 23 volumes.
A série está disponível em português na plataforma online Manga Plus. A Panini Comics publicou o mangá no Brasil em novembro de 2022.
Além disso, há um mangá spin-off chamado Sakamoto Holidays (lit.  "As Férias de Sakamoto"), criado por Tetsu Ōkawa, que foi assistente no mangá principal. Este spin-off começou a ser publicado na Saikyō Jump da Shueisha em 4 de julho de 2024, e o primeiro volume foi lançado em 4 de janeiro de 2025.

## Sakamoto Days

### Volumes
| - Dia 1: "O Assassino Lendário" (伝説の殺し屋, Densetsu no Koroshiya) - Dia 2: "As Regras da Família Sakamoto" (坂本家家訓, Sakamoto Kekakun) - Dia 3: "Oficial Nakase e o Herói Misterioso" (ナカセ巡査と謎のヒーロー, Nakase-junsa to Nazo no Hīrō) - Dia 4: "Invasão Chinesa!" (チャイナ襲来！, Chaina Shūrai!) | - Dia 5: "Contra Son Hee e Bacho" (VSソンヒ・バチョウ, Buiesu Sonhi Bachō) - Dia 6: "Nagumo" (ナグモ, Nagumo) - Dia 7: "Bem-Vindos ao Parque Sugar!" (シュガーパークへようこそ！, Shugāpāku e Yōkoso!) |

| - Dia 8: "Hora do Show" (ショータイム, Shōtaimu) - Dia 9: "Boiled e Obiguro" (ボイルと帯黒, Boiru to Obiguro) - Dia 10: "Hard-Boiled" (ハードボイルド, Hādo Boirudo) - Dia 11: "Sakamoto vs. Boiled" (坂本VSボイル, Sakamoto Buiesu Boiru) - Dia 12: "Fonte da Força" (強さの理由, Tsuyosa no Wake) | - Dia 13: "Locadora" (レンタルビデオ, Rentaru Bideo) - Dia 14: "Missão Furtiva" (スニーキングミッション, Sunīkingu Misshon) - Dia 15: "Iniciação" (始動, Shidō) - Dia 16: "Guerra de Lojas de Departamentos" (デパート戦せん争, Depāto Sensō) |

| - Dia 17: "Heisuke Mashimo" (マシモ ヘイスケ, Mashimo Heisuke) - Dia 18: "Contra Sniper" (VSスナイパー, Bui Esu Sunaipā) - Dia 19: "Luta" (けんか, Kenka) - Dia 20: "Rodovia Invisível" (透明高速, Tōmei Kōsoku) - Dia 21: "Vamos ao Museu!" (博物館に行こう！, Hakubutsukan ni Ikō!) | - Dia 22: "Desgraçado Jurássico" (ジュラシック野郎, Jurashikku Yarō) - Dia 23: "Asakura e Shin" (朝倉とシン, Asakura to Shin) - Dia 24: "Assassinos X Ciência" (殺し屋×科学, Koroshiya x Kagaku) - Dia 25: "Desgraçado da Ciência" (サイエンス野郎, Saiensu Yarō) |

| - Dia 26: "Order" - Dia 27: "Os Sakamoto vs. O Labo" (坂本商店 VS LABO, Sakamoto-shōten Buiesu Rabo) - Dia 28: "Top de Linha" (一流, Ichiryū) - Dia 29: "Todos a Bordo" (かけこみ乗車, Kakekomi Jōsha) - Dia 30: "Silêncio no Trem" (車内ではお静かに, Shanai de wa o Shizuka ni) | - Dia 31: "Viu?" (ほらな, Hora na) - Dia 32: "Modo Casa de Banho" (せんとうモード, Sentō Mōdo) - Dia 33: "Surpresa" (サプライズ, Supuraizu) - Dia 34: "Wutang" (ウータン, Ūtan) |

| - Dia 35: "Wutang (Parte 2)" (ウータン②, Ūtan 2) - Dia 36: "Wutang (Parte) 3" (ウータン③, Ūtan 3) - Dia 37: "Prisioneiro no Corredor da Morte" (死刑囚, Shikeishu) - Dia 38: "Sem Freios" (ノーブレーキ, Nōburēki) - Dia 39: "Encontro" (ENCOUNT) | - Dia 40: "Sobrecarga" (OVERLOAD) - Dia 41: "Como Viver" (生き様, Ikizama) - Dia 42: "Apenas Sobremesas" (ばちあたり, Ba chi Atari) - Dia 43: "Eu te Amo" (すき。, Suki) |

| - Dia 44: "Em Todos Os Sentidos" (レてんでんばらばら, Tendenbarabara) - Dia 45: "Ataque Pesado" (強襲, Kyōshū) - Dia 46: "Má Sorte" (ツいてないね, Tsu Itenai ne) - Dia 47: "Subindo" (上へ参ります, Ue e Mairimasu) - Dia 48: "O Fio do Coração" (心の糸, Kokoro no Ito) | - Dia 49: "Dando Voltas ao Redor da Torre" (ぐるぐるタワー, Guruguru Tawā) - Dia 50: "Bicicleta" (自転車, Jitensha) - Dia 51: "Desfile" (パレード, Parēdo) - Dia 52: "Dança de Espada" (斬斬舞, Zan Zan Mai) |

| - Dia 53: "Sem Chances" (無理無理, Muri Muri) - Dia 54: "Eu Consigo" (お安い御用, Oyasuigoyō) - Dia 55: "Descanso" (ブレーク, Burēku) - Dia 56: "CLJ" (ジェーシーシー, Jēshīshī) - Dia 57: "Tenham uma Boa Viagem" (ハヴアナイスフライト, Havu a Naisu Furaito) | - Dia 58: "Novatos" (新人, Rūkī) - Dia 59: "Corta" (カット, Katto) - Dia 60: "Kanaguri" (カナグリ) - Dia 61: "Bem Decente" (ちょっと得意なんです, Chotto Tokuina ndesu) |

| - Dia 62: "Exame, Fase 3" (三次試験, Sanji Shiken) - Dia 63: "Sobrevivência" (サバイバル, Sabaibaru) - Dia 64: "Caminho" (道, Michi) - Dia 65: "Fãs Mútuos" (推し被り, Oshi Kaburi) - Dia 66: "Lag" (ラグ, Ragu) | - Dia 67: "Trabalho Remoto" (リモートワーク, Rimōto Wāku) - Dia 68: "Mim Siga" (くれりゅか, Kureryuka) - Dia 69: "Kaji" (カジ) - Dia 70: "Sons vs. Gaku" (音VS楽, Oto Buiesu Gaku) |

| - Dia 71: "Modo Hard" (ハードモード, Hādo Mōdo) - Dia 72: "Até Mais" (じゃーな, Jāna) - Dia 73: "Raspadinha Assassina" (コロレンスクラッチ, Kororen Sukuratchi) - Dia 74: "Disfarçado" (潜入, Sennyū) - Dia 75: "Maldito Clarividente" (くそエスパー, Kuso Esupā) | - Dia 76: "A Missão de Cada Um" (それぞれのミッション, Sorezore no Misshon) - Dia 77: "M-A-T-A-N-D-O" (コ・ロ・シ・テ・ル, Ko-ro-shi-te-ru) - Dia 78: "Banido" (追われた男, Owareta Otoko) - Dia 79: "Intenção Invisível de Matar" (透明な殺意, Tōmeina Satsui) |

| - Dia 80: "Reencontro" (再會, Saikai) - Dia 81: "Teste" (テスト, Tesuto) - Dia 82: "Aikido" (愛気道, Aikidō) - Dia 83: "A Arte de um Gênio" (天才の流儀, Tensai no Ryūgi) - Dia 84: "Que Cheiro Bom" (いいにおい, Ii Nioi) | - Dia 85: "Pesadelo" (悪夢, Akumu) - Dia 86: "Estilo de Terceira Categoria" (三流の流儀, Sanryū no Ryūgi) - Dia 87: "Banco de Dados" (データバンク, Dētabanku) - Dia 88: "Clap" (ぱん, Pan) |

| - Dia 89: "Sensei" (先生) - Dia 90: "Sensei, Parte 2" (先生②, Sensei 2) - Dia 91: "Kanaguri Vs. Sakamoto" (京VS坂本, Kanaguri Buiesu Sakamoto) - Dia 92: "Acordo" (取引, Torihiki) - Dia 93: "Conexão" (ラポール, Rapōru) | - Dia 94: "Pertubado" (ひねくれもの, Hinekuremono) - Dia 95: "Amane" (周, Amane) - Dia 96: "Saudável" (ヘルシー, Herushī) - Dia 97: "Um Só Golpe" (一本, Ippon) |

| - Dia 98: "Tora Tora" (とらとら) - Dia 99: "Aquele Dia" (あの日, Ano hi) - Dia 100: "Trovões e Relâmpagos" (雷電, Raiden) - Dia 101: "Manobras Secretas" (暗躍, Anyaku) - Dia 102: "Cena Final" (終幕, Shūmaku) | - Dia 103: "Início das Filmagens" (クランクイン, Kuranku In) - Dia 104: "Sentimento Estranho" (違和感, Iwakan) - Dia 105: "Os Objetivos de Cada Um" (それぞれの目的, Sorezore no Mokuteki) - Dia 106: "Motivo" (理由, Riyū) |

| - Dia 107: "Recordação" (追憶, Tsuioku) - Dia 108: "Loja de Departamento Assasino" (殺し屋デパート, Koroshi-ya Depāto) - Dia 109: "Kindaka" (キンダカ, Kindaka) - Dia 110: "Missão" - Dia 111: "Serviço de Guarda-Costas" (護衛任務, Goei Ninmu) | - Dia 112: "Mini Missão" (プチミッション, Puchi Misshon) - Dia 113: "Perseguição de Carro" (カーチェイス, Kācheisu) - Dia 114: "A Função de Cada Um" (それぞれの任務, Sorezore no Ninmu) - Dia 115: "O Coletor de Boas Ações" (徳を積む男, Tokuwotsumu Otoko) |

| - Dia 116: "Amigos" (ダチ, Dachi) - Dia 117: "Matar Sem Se Mexer" (動かず殺せ!, Ugokazu Korose!) - Dia 118: "Força" (強さ, Tsuyo-sa) - Dia 119: "Adeus" (別れ, Wakare) - Dia 120: "Final" (終局, Shūkyoku) | - Dia 121: "Dados Estranhos" (奇妙な痕跡, Kimyōna Konseki) - Dia 122: "Sentimento Ruim" (胸騒ぎ, Munasawagi) - Dia 123: "Um Tiro" (一発, Ippatsu) - Dia 124: "Kumanomi" (熊埜御, Kumanomi) |

| - Dia 125: "Minha Vez" (俺の番, Ore no Ban) - Dia 126: "Eu Vou Te Matar Depois" (後で殺す, Atode Korosu) - Dia 127: "Até Mais" (あばよ, Abayo) - Dia 128: "Convergência" (収束, Shūsoku) - Dia 129: "Reunião" (再開, Saikai) | - Dia 130: "Reunião, Parte 2" (再開, Saikai) - Dia 131: "Acordo" (取引成立, Torihiki Seiritsu) - Dia 132: "A Exibição Assassina do Século" (世紀の殺し屋展, Seiki no Koroshiya-ten) - Dia 133: "Isca" (餌, Esa) |

| - Dia 134: "The End" - Dia 135: "Kamihate" (上終, Kamihate) - Dia 136: "Kamihate, Parte 2" (上終②, Kamihate 2) - Dia 137: "Confiança" (信頼, Shinrai) - Dia 138: "Entrega" (デリバリー, Deribarī) | - Dia 139: "Nada Assim" (格別, Kakubetsu) - Dia 140: "O Objetivo de Cada Um" (それぞれの目的, Sorezore no Mokuteki) - Dia 141: "Encontro" (邂逅, Kaigō) - Dia 142: "O Objetivo do Slurr" (Xの狙い, X no Nerai) |

| - Dia 143: "Entrada" (エントリー, Entorī) - Dia 144: "Kaiju" (かいじゅう, Kaijū) - Dia 145: "Estalando" (カチカチ, Kachikachi) - Dia 146: "Fantasma" (おばけ, Obake) - Dia 147: "Alvoroço" (大騒ぎ, Ōsawagi) | - Dia 148: "Atividades de Fãs" (推し活, Oshikatsu) - Dia 149: "Protrusão" (凸, Totsu) - Dia 150: "Valentões" (いじめっ子, Ijimekko) - Dia 151: "Nagumo vs. Gaku" (南雲VS楽, Nagumo VS Gaku) |

| - Dia 152: "Speedrun" (RTA) - Dia 153: "O Que É Necessário para Matar" (殺しに必要なもの, Koroshi ni Hitsuyōnamono) - Dia 154: "Maníacos" (狂敵, Kyō Teki) - Dia 155: "Corpo a Corpo" (混戦, Konsen) - Dia 156: "Esportista" (スポーツマン, Supōtsuman) | - Dia 157: "Espírito Esportivo" (スポーツマンシップ, Supōtsumanshippu) - Dia 158: "Super Sumô" (超相撲, Chō Sumo) - Dia 159: "O Ataque Final" (最後の一撃, Saigo no Ichigeki) - Dia 160: "Como meu Mestre" (師匠ゆずり, Shishō Yuzuri) - Dia 161: "Tubarão" (サメ, Same) |

| - Dia 162: "Rostos Familiares" (懐かしの面子, Natsukashi no Mentsu) - Dia 163: "Infortúnio" (厄, Yaku) - Dia 164: "Takamura" (篁, Takamura) - Dia 165: "Acessibilidade" (バリアフリー, Baria Furī) - Dia 166: "Falso Louco" (偽狂者, Gikyō-sha) | - Dia 167: "Encarando o Abismo" (深淵を覗く, Shin'en o Nozoku) - Dia 168: "Museu Fechado" (閉館, Heikan) - Dia 169: "Uma Nova Missão" (新たなミッション, Aratana Misshon) - Dia 170: "Bolo" (ケーキ, Kēki) |

| - Dia 171: "Pertencimento" (居場所, Ibasho) - Dia 172: "Miragem" (蜃気楼, Shinkirō) - Dia 173: "Fuga" (逃避行, Tōhikō) - Dia 174: "Um Certo Assassino Habilidoso" (ある腕の立つ殺し屋, Aru ude no Tatsu Koroshiya) - Dia 175: "Carma" (業, Gō) | - Dia 176: "Despertar" (醒める, Sameru) - Dia 177: "Kindaka" (キンダカ, Kindaka) - Dia 178: "Meios e Fins" (手段と目的, Shudan to Mokuteki) - Dia 179: "Torres" (トーレス, Tōresu) - Dia 180: "Eu Conheço Alguém" (心当たり, Kokoroatari) |

| - Dia 181: "Festa de Boas-Vindas" (親睦会, Shinboku-kai) - Dia 182: "Um Dia Pacífico" (平和な一日, Heiwana Ichi-nichi) - Dia 183: "Kase Jo" (枷錠, Kase Jō) - Dia 184: "Eu Já te Falei" (ほらね…, Hora ne…) - Dia 185: "Caçador" (狩人, Kariudo) | - Dia 186: "A Sorte de Hoje" (今日の運勢, Kyō no Unsei) - Dia 187: "Tudo ou Nada..." (イチかバチか…, Ichi ka Bachi ka…) - Dia 188: "Aqui e Agora" (いまここで, Ima Koko de) - Dia 189: "Muito Azar" (大凶, Daikyō) - Dia 190: "1 Dividido por 10⁴⁰⁰⁰⁰" (10の4万乗分の1, 10 no 4 Man-jō-bun no 1) |

| - Dia 191: "Sem Sorte" (運のツキ, Un no Tsuki) - Dia 192: "Opinião Sincera" (本音, Hon'ne) - Dia 193: "Tenkyu vs. Shin" (天弓VSシン, Tenkyū VS Shin) - Dia 194: "Taquipsiquia" (タキサイキア, Takisaikia) - Dia 195: "Eu Sei" (知ってる, Shitteru) | - Dia 196: "O Encontro" (出会い, Deai) - Dia 197: "Cinto de Segurança" (シートベルト, Shīto Beruto) - Dia 198: "Um Cara Útil" (便利なやつ, Benrina Yatsu) - Dia 199: "Ikari" (イカリ) |

| - Dia 200: "Blub Blub" (ブクブクアワー, Bukubukuawā) - Dia 201: "Tarde Demais" (遅ぇよ, Oso~eyo) - Dia 202: "Última Chance" (ラストチャンス, Rasuto Chansu) - Dia 203: "De Volta" (復活, Fukkatsu) - Dia 204: "Revolução e Sucessão" (革命と継承, Kakumei to Keishō) | - Dia 205: "Os Três Disparos da Revolução" (3発の革命, 3-Patsu no Kakumei) - Dia 206: "Território Inviolável" (不可侵領域, Fukashin Ryōiki) - Dia 207: "Nova AAJ" (新生殺連, Shinsei Satsuren) - Dia 208: "Espalhando" (連鎖, Rensa) |

#### Capítulos ainda não colecionados em formatotankōbon
Os capítulos mencionados abaixo ainda não foram publicados em um volume tankōbon. Eles foram originalmente serializados em japonês em edições da revista Weekly Shōnen Jump, da Shueisha, e em sua versão digital em português, publicada pelo Manga Plus, também da Shueisha.
- Dia 209: "O Mundo Ideal" (理想の世界, Risō no Sekai)
- Dia 210: "Os Impulsos Assassinos" (殺意と殺意, Satsui to Satsui)
- Dia 211: "Risco de Choque Elétrico" (感電注意, Kanden Chūi)
- Dia 212: "O Plano de Shin" (シンの作戦, Shin no Sakusen)
- Dia 213: "Resistência" (レジスタンス, Rejisutansu)
- Dia 214: "Aviso de Pessoa Desaparecida" (迷子のお知らせ, Maigo no Oshirase)
- Dia 215: "Pilha de Cadáveres" (死屍累々, Shishiruirui)
- Dia 216: "Túnel" (トンネル, Ton'neru)
- Dia 217: "Primeiro Eu" (まずは俺から, Mazu wa Ore Kara)
- Dia 218: "Não Fique Se Achando" (カッコつけんな, Kakko Tsuken na)
- Dia 219: "Impostor" (偽物, Nisemono)
- Dia 220: "Vou Te Salvar a Qualquer Custo" (絶対助ける, Zettai Tasukeru)
- Dia 221: "Proteger" (守る, Mamoru)
- Dia 222: "O Início da Guerra" (開戦, Kaisen)
- Dia 223: "Presunção" (自惚れ, Unubore)
- Dia 224: "Escolta" (護送, Gosō)
- Dia 225: "O Que Quero Proteger" (守りたいもの, Mamoritai Mono)

## Sakamoto Holidays
| N.º | Japonês              | Japonês           | Português          | Português |
| N.º | Data de lançamento   | ISBN              | Data de lançamento | ISBN      |
| --- | -------------------- | ----------------- | ------------------ | --------- |
| 1   | 4 de janeiro de 2025 | 978-4-08-882657-8 | —                  | —         |